# Associação Desportiva Jaruense
Associação Desportiva Jaruense é um clube brasileiro de futebol sediado na cidade de Jaru, no estado de Rondônia. Suas cores são vermelho, branco e azul, desde 2009 a equipe encontra-se licenciada.

## História
A Jaruense foi fundado em 7 de setembro de 1995. Foi campeão invicto da segunda divisão do Campeonato Rondoniense em 2006, depois de ganhar o primeiro e o segundo turno.
A conquista do primeiro turno da Primeira Divisão do Campeonato Rondoniense de 2007 possibilitou a classificação para a final do estadual e para a Série C do Campeonato Brasileiro de 2007. 

## Títulos

### Estaduais
- Campeonato Rondoniense - 2.ª Divisão (campeão): 2006.
- Vice-Campeonato Rondoniense: 2007.

## Ranking da CBF
- Posição: 350º
- Pontuação: 1 ponto

Ranking criado pela Confederação Brasileira de Futebol que pontua todos os times do Brasil.